# Petrus von Ravenna
Petrus von Ravenna (auch Petrus Tomais, Petrus Ravennatus; * um 1448 in Ravenna; † 1508 in Mainz) war ein italienischer Rechtswissenschaftler.

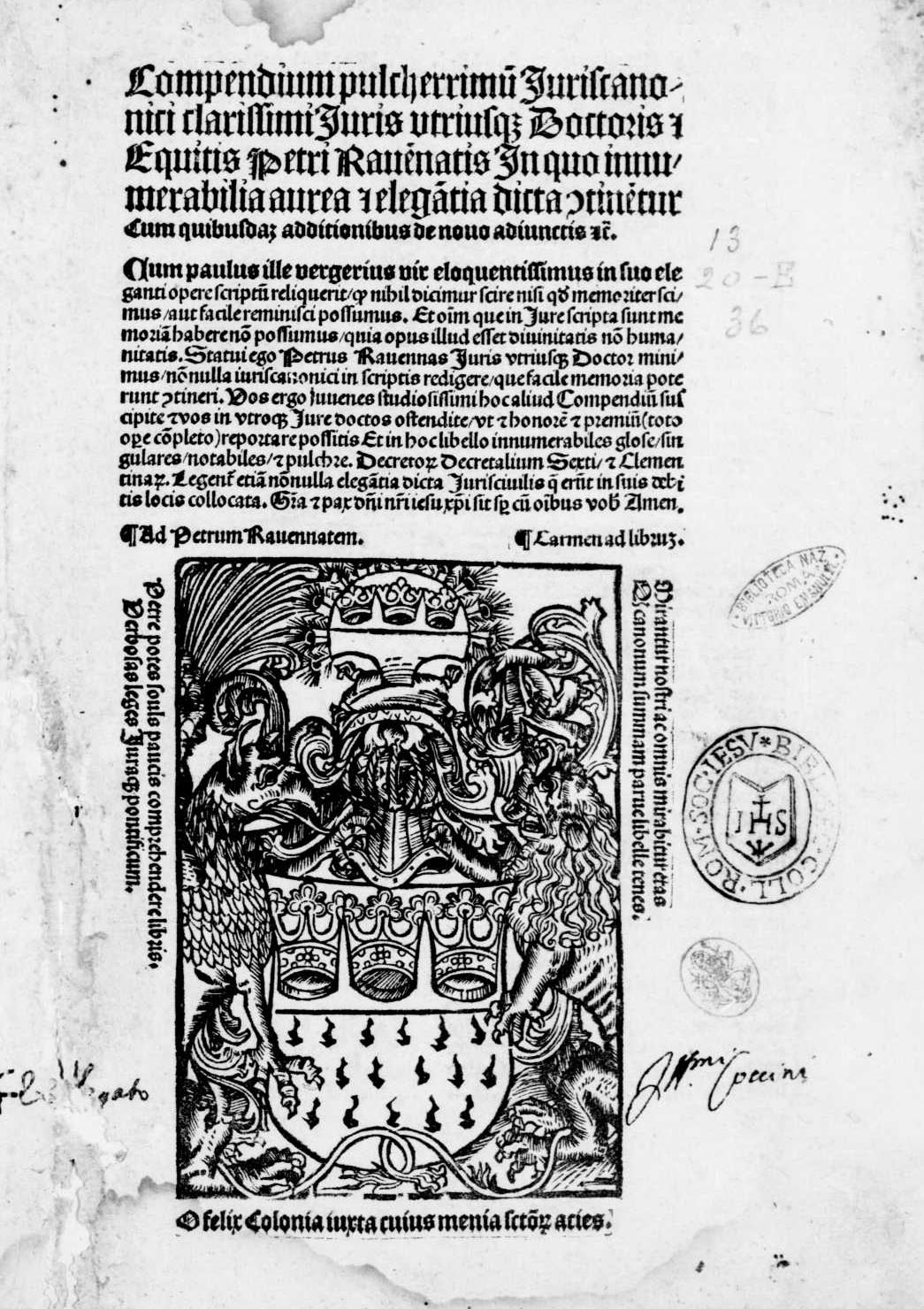
Compendium juris civilis & Canonici, 1507

## Leben
Petrus von Ravenna machte bereits in seinem 20. Lebensjahr in Padua auf sich aufmerksam, als er als Schüler des 
Alexander da Imola (1424–1477) das gesamte Recht der damaligen Zeit aus dem Kopf wiedergeben konnte. Daraufhin berief man ihn dort zum lector der Universität Padua. In seinem 24. Lebensjahr promovierte er zum Doktor der beiden Rechte und erregte durch sein erstaunliches Gedächtnis die Bewunderung seiner Zeitgenossen. Er ging 1477 an die Universität Pisa und kehrte Ende 1479 als Professor für kanonisches Recht an die Universität Padua zurück. 1491 publizierte er in Venedig seine Technik der Wissensannahme in dem Buch Phoenix, sive artificiosa memoria.
1497 holte Herzog Bogislaw X. von Pommern den Gelehrten nach Greifswald, um seiner jungen Landesuniversität den Glanz eines berühmten italienischen Namens zu verschaffen. An der Universität Greifswald lehrte Petrus von Ravenna  fünf Jahre lang gemeinsam mit seinem Sohn Vicentius; auch bekleidete er unter anderem 1498 und 1501 das Rektorat der Universität. Als seine Tochter Margareta im Oktober 1502 im Alter von 20 Jahren in Pommern verstarb, beabsichtigte er, nach Italien zurückzukehren. Bogislaw X. schenkte ihm für diesen Zweck  ein Pferd sowie 100 Dukaten und stattete ihn mit einem Empfehlungsschreiben aus, das ihm die Rückreise erleichtern sollte. Als er sich auf dem Rückweg in seine Heimat befand, unterbreitete ihm Friedrich der Weise das Angebot, an der neu gegründeten Universität Wittenberg zu lehren. Petrus von Ravenna nahm das Angebot an und hielt dort am 3. Mai 1503 seine Antrittsvorlesung über das Thema Über die Gewalt des Papstes und des Kaisers. Darin trat er unter anderem für das Recht des Kaisers ein, Universitäten zu gründen, das bei der Gründung der Wittenberger Hochschule erstmals genutzt wurde.
Petrus von Ravenna verließ Wittenberg wegen der Pest im Sommer 1506 und wurde als Professor der Rechte an der alten Universität Köln tätig. Bekannt wurde seine dortige Auseinandersetzung mit Jakob van Hoogstraten, in der er die Sitte der deutschen Behörden anprangerte, Leichname hingerichteter Delinquenten am Galgen zu belassen. Damit handelten diese nach seiner Meinung gegen das natürliche und göttliche Gesetz. Aufgrund jener Auseinandersetzung, die auch literarisch ihren Niederschlag fand, gab er seine Professur in Köln auf und wendete sich nach Mainz, wo er bald verstarb.

## Bedeutung
Petrus’ Buch Phoenix, sive artificiosa memoria bot erstmals einem breiten Publikum eine effektive Methode, das Gedächtnis zu trainieren. Er entkleidete das Gedächtnis von seinem religiösen Kontext, in den es zuvor von Thomas von Aquin und anderen Scholastikern gerückt wurde. Nach seinem ersten Erscheinen bei Choris in Venedig am 10. Januar 1491 wurde das Buch in zahlreiche Sprachen übersetzt und erschien auch 1500 in Erfurt und 1508 in Köln. Aus heutiger Perspektive würde man von einem internationalen Bestseller sprechen.
Im Jahre 1491 erteilte die Republik Venedig Petrus von Ravenna und einem Verleger seiner Wahl ein Schutzprivileg vor Raubdrucken seines Buches Phoenix. Dieses Privileg gilt als erstes nachweisbares Beispiel eines urheberrechtlichen Schutzes.

## Werkauswahl
- Phoenix, sive artificiosa memoria, Bernadinus de Choris. Venedig 1491 (1500 Erfurt, 1508 Köln u.ö.)
- Repeticio. c. inter alia de emunitate ecclesiae. Lübeck: Lucas Brandis 1499. (Digitalisat in der Digitalen Bibliothek Mecklenburg-Vorpommern)
- Compendium juris civilis & Canonici. Hermann Bungart, Köln 1507 (Latein, beic.it).
- De immunitate ecclesiae. Köln 1503.
- Alphabetum aureum utriusque juris. Köln 1508.
- Phoenicem sive ad memoriam comparandam introductionem. Köln 1608.
- Compendium in consvetudines feudorum. Köln 1567
- Liberum sermonum, quos festis diebus auditoribus juris pronunciavit. Hermann Trebel, Wittenberg 1505
- Disp. De corpore suspensi in patibulo an remanere dabeat.